# Guerra Civil en Las Encartaciones
El 18 de julio de 1936, un grupo de generales del Ejército da un golpe de Estado contra la Segunda República Española y su legítimo gobierno. Con el apoyo de las derechas, de las clases pudientes y de la iglesia, la sublevación tiene éxito en varias provincias, entre ellas Navarra y también en la mayor parte de Álava, en cuyas capitales había importantes cuarteles del Ejército y donde el tradicionalismo, que también se unió a la sublevación, tenía más arraigo. Por el contrario, Guipúzcoa y Vizcaya, y por lo tanto Las Encartaciones, permanecen fieles a la República y junto a Santander y Asturias quedan rodeadas de territorios controlados por los militares rebeldes. La situación de división se repite en el resto del Estado y ni gobierno ni insurgentes consiguen imponerse, lo que provoca el estallido la guerra.
Conviene aclarar que cuando se habla de Las Encartaciones se hace referencia al territorio que abarcan en la actualidad, aunque durante la guerra civil la comarca también comprendía las poblaciones de la margen izquierda del Nervión y de la Zona Minera, de ahí que puntualmente puedan aparecer pequeñas referencias a esos lugares.

## Antecedentes

### Ilustración y guerras carlistas
Desde que el siglo XVIII alumbró la Ilustración y la Revolución francesa un nuevo mundo con ideales más humanistas e igualitarios trató de ir abriéndose paso. La resistencia a ese cambio vino por parte de las monarquías absolutistas, de la nobleza, de la iglesia y en general de aquellos estamentos que vieron amenazados sus privilegios, pero también de la población más conservadora y apegada a la tradición para la que la modernidad significaba un claro cuestionamiento de sus dogmas y creencias. Un choque entre lo antiguo y lo nuevo, que con algunos matices, estuvo en la base de la mayoría de los conflictos del siglo XVIII y también de los siglos venideros. Por ejemplo, en la España del siglo XIX, donde el enfrentamiento entre conservadores y liberales desembocó en varias guerras. Las conocidas como guerras carlistas, que también se dejaron sentir en Las Encartaciones, por ejemplo en Valmaseda, donde su viejo castillo medieval reconvertido en fuerte Isabelino sufrió el ataque de unos 14000 partidarios del archiduque Carlos en el año 1836. Así como en la famosa Batalla de Somorrostro de 1874. O en la sierra de la Celadilla, una cadena montañosa que comparten los municipios de Valmaseda y Zalla y que es fronteriza con Burgos, donde también hubo constantes combates entre 1875 y 1876 y que a día de hoy es uno de los escenarios de batalla carlista mejor conservados en todo el norte de la península (aún se pueden ver numerosas trincheras, restos de dos reductos defensivos, lugares donde se emplazaron piezas de artillería y todo ello en un paisaje que prácticamente no ha sufrido alteración alguna desde el final de la guerra).

### Revolución industrial y lucha obrera

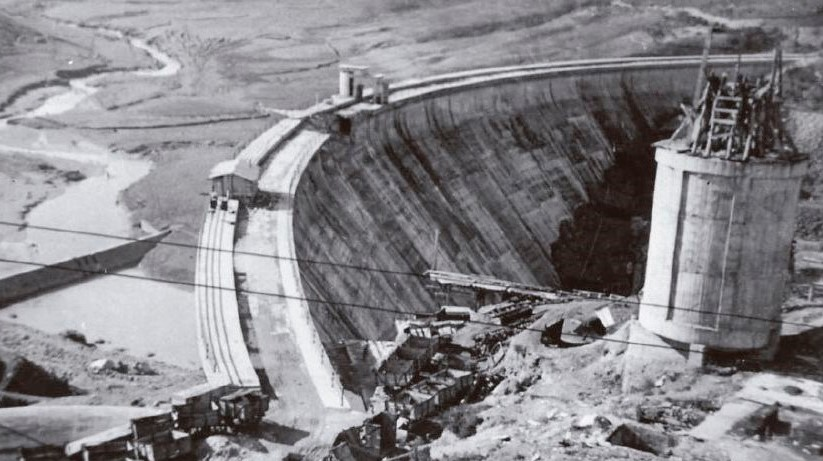
Embalse de Ordunte en construcción. Vista aérea (1929-1933)

A finales del siglo XVIII las sociedades occidentales experimentaron fuerte desarrollo tecnológico y científico que permitió la puesta en marcha de nuevos modelos productivos basados en la mecanización y la producción en cadena. Habían llegado  la Revolución Industrial y un nuevo sistema llamado capitalismo y con ellos, una cadena de transformaciones, económicas, políticas y sociales que generaron enormes tensiones. Primero entre los viejos poderes y una pujante burguesía que reclamaba su sitio, y a su vez, entre esa misma burguesía y una nueva clase trabajadora, que lejos de beneficiarse de las grandes riquezas que generó el despegue industrial, se vio condenada a la explotación y a unas condiciones de vida muy precarias. 
Una situación a todas luces injusta, que aceleró la toma de conciencia por parte del proletariado y que desencadenó el surgimiento un movimiento obrero que poco a poco fue organizándose y reclamando sus derechos, a la vez que desarrollaba diferentes teorías políticas, entre las que destacaron las de corte revolucionario. 
Este proceso de industrialización tuvo sus particularidades en la zona encartada. Mientras que a los pueblos de La Ría, como Santurce, Portugalete, Sestao, o Baracaldo llegaron las grandes fábricas siderúrgicas y de construcción naval, en la cuenca del río Cadagua, es decir, en Valmaseda, Aranguren o Sodupe, se fueron implantando empresas más modestas como La Papelera Española y Boinas La Encartada en 1892, el ferrocarril de La Robla en el 1894, o la Conchita en 1903. Por otra parte, con el descubrimiento de grandes filones de hierro en los Montes de Triano en 1865, municipios como Trapaga Gallarta, Musques, Sopuerta, Galdames, o el barrio de Saratxo en Zaramillo, se convirtieron en importantes núcleos mineros. Sin embargo, Carranza, Trucíos, Arcentales o Lanestosa continuaron teniendo un perfil más rural. En medio de ese despegue industrial, un elemento que dio un impulso notable al movimiento obrero de la zona fue la construcción del Pantano de Ordunte, en el cercano valle burgalés de Mena.
El proyecto arrancó en 1929 y empleó a 400 trabajadores venidos de diferentes puntos del estado, muchos de ellos militantes de diversos sindicatos y organizaciones de izquierdas. A medida que la obra avanzaba fueron sucediéndose los accidentes y varios trabajadores murieron por deslizamientos de tierra o por voladuras incontroladas. Las protestas no se hicieron esperar y las duras huelgas para lograr condiciones de trabajo más seguras fueron un ejemplo para los obreros de los de los alrededores. Finalmente, la presa fue inaugurada por Indalecio Prieto en 1933.

### Los nacionalismos

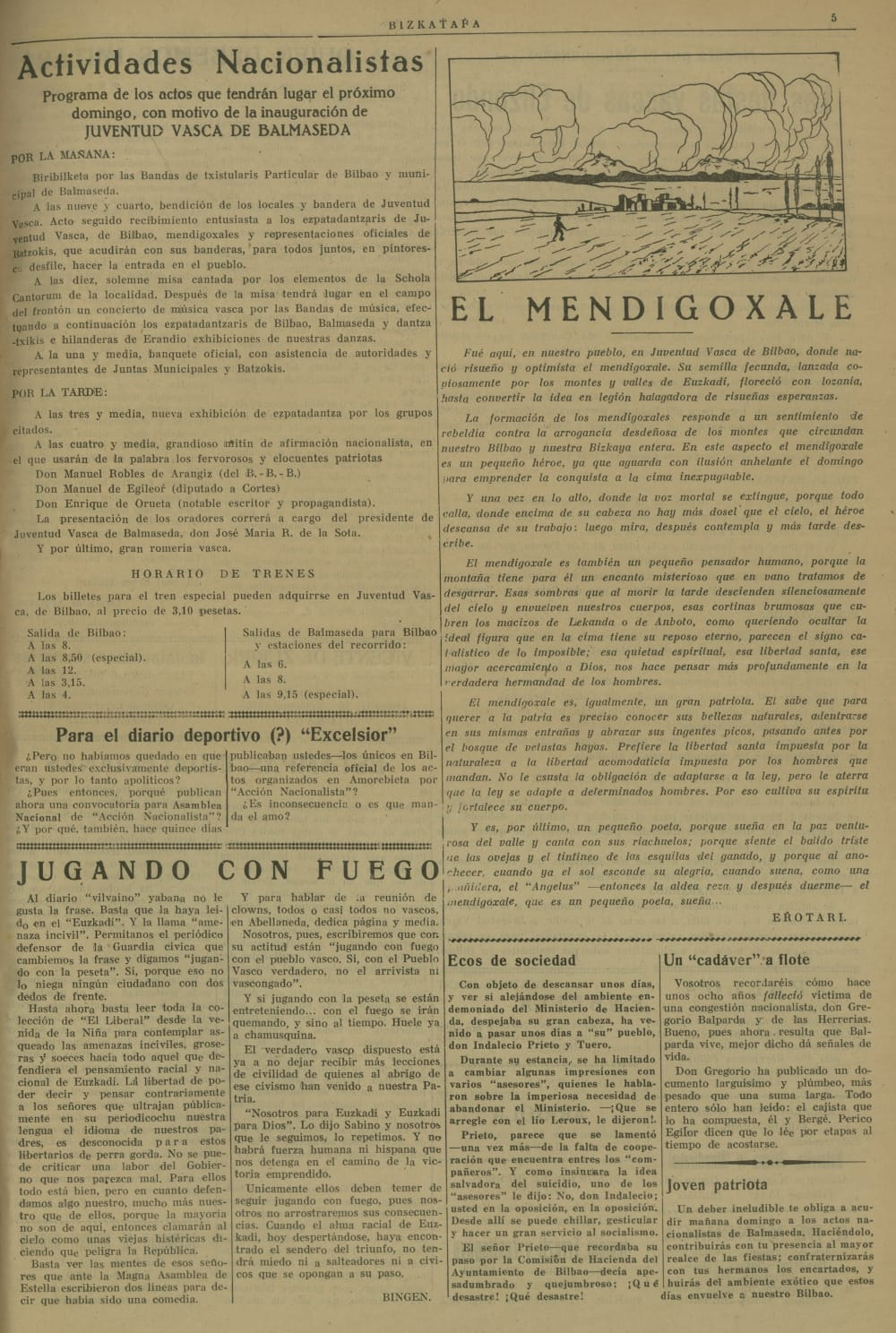
Actos nacionalistas publicados en prensa escrita

Las disputas entre nacionalismos fueron otro elemento de tensión importante que sin duda, contribuyeron al estallido de la guerra civil. 
El nacionalismo surgió en el siglo XVIII junto a un nuevo concepto de nación y en sus inicios fue un pensamiento liberador, que reclamó soberanía para el pueblo y que abogó por la conformación de estados democráticos frente al poder de las monarquías. Posteriormente fue evolucionando y dando lugar a muchas y muy distantes corrientes de pensamiento que abarcaron, desde sensibilidades más humanistas, incluyentes o solidarias hasta otras más reaccionarias, o incluso totalitarias.
La aparición del nacionalismo en España estuvo inicialmente vinculada a posiciones liberales y a intentos modernizadores del país. Sin embargo, el paso del tiempo hizo que las posturas más conservadoras, más cercanas a la tradición y a lo religioso, fuesen imponiéndose y configurando un nacionalismo español excluyente, centralizador y a menudo beligerante con las minorías nacionales.
Posiblemente esa deriva autoritaria y esa falta de sensibilidad hacia las diferentes nacionalidades del Estado fueron las que precipitaron el nacimiento de nacionalismos periféricos. En el caso vasco, el punto de inflexión llegaría con la fundación del PNV de Sabino Arana en 1895. Un partido que nació con planteamientos raciales y etnicistas pero que en poco tiempo evolucionó hacia planteamientos más abiertos e integradores y del que fueron saliendo militantes, corrientes y escisiones cada vez más la izquierda y cada vez más alejadas de lo religioso. Como, por ejemplo, Aberri, Jagi-Jagi, ANV, Ekin o más adelante la Izquierda Abertzale.
El PNV recogió las aspiraciones políticas de buena parte de la población vasca que hasta entonces habían sido representadas por el foralismo de los carlistas y arraigó con gran fuerza en Las Encartaciones. Ejemplo de ello fueron las aperturas de grandes batzokis o sedes como la de Zalla en 1932, que además de contar con un bar, cine y bolera, organizaba clases de euskera, teatro, cursos de danzas, etc. O también, la organización de una fiesta de Juventud Vasca en Valmaseda con un extenso programa, en el que no faltaron mitin, comida y romería.
Así, en la España previa a la guerra civil, convivieron diferentes sentimientos de pertenencia nacional que fueron colisionando progresivamente. Por una parte, había un nacionalismo español que ponía todo tipo de trabas a las aspiraciones de las minorías nacionales y que alertaba constantemente sobre el peligro de desmembración del país, y por otra, estaban el nacionalismo vasco, catalán y en menor medida el gallego, que reivindicaban cada vez más activamente sus derechos políticos, culturales y lingüísticos.

### Revolución de Octubre
En 1931 llega la Segunda República y el final de la monarquía de Alfonso XIII. Eibar pasaría a la historia por ser la primera localidad del Estado en proclamar el nuevo régimen, pero sorprendentemente, recientes investigaciones han descubierto que la pequeña localidad encartada de Galdames pudo adelantarse al pronunciamiento de la ciudad armera.
Entre otras cosas, el triunfo de La República trajo mejoras para los trabajadores, una reforma agraria, la separación entre la iglesia y el estado, el voto femenino, una reducción del ejército, cierto reconocimiento de las nacionalidades del estado y un ambicioso plan educativo que acercó la cultura a las clases populares.
Durante el llamado bienio negro en el que la derecha recuperó el poder y gobernó la República, los avances de la izquierda fueron derogados y se desencadenó la “Revolución de Octubre” o Revolución de Asturias de 1934. Un movimiento huelguístico protagonizado por partidos y sindicatos de izquierdas que principalmente tuvo éxito en Asturias, pero también en algunas localidades de la margen izquierda del Nervión (por ejemplo, en Portugalete) y en la zona minera de Vizcaya, incluyendo a los municipios encartados de Sopuerta y Galdames.
El levantamiento fue duramente reprimido por el Ejército, especialmente en Asturias donde las tropas comandadas por un joven oficial llamado Francisco Franco cometieron todo tipo de desmanes. En el caso de Las Encartaciones, los militares enviaron a la aviación para bombardear La Arboleda causando la muerte de un vecino de Galdames, tomaron varios ayuntamientos, inhabilitaron corporaciones como la de Sopuerta, cerraron sedes de partidos y sindicatos de izquierdas (e incluso algún batzoki) y reprimieron y encarcelaron a militantes de izquierdas.
Con todos esos elementos colisionando la alternancia entre periodos conservadores y progresistas e incluso los cambios de sistema fueron constantes, tanto en España como en el resto de Europa. Así llegaron la Iª Guerra Mundial, derrocamientos de monarquías y gobiernos, restauraciones, revoluciones como la rusa, nuevas constituciones, dictaduras al estilo de la de Miguel Primo de Rivera, o el auge de los fascismos y de sus ideas totalitarias.
En el Estado español, las diferencias de mentalidad, sociales y políticas lejos de igualarse, fueron creciendo y conformando poco a poco dos bandos antagónicos, que, generalizando, presentaban el siguiente perfil. Por un lado, existía una clase más apegada a la tradición, más conservadora y religiosa, con mayor implantación en el mundo rural, más cercana a las elites gobernantes y con fuerte sentimiento nacionalista español. Y por el otro lado había un sector más urbano, de extracción más humilde y popular, vinculado al trabajo industrial, con planteamientos más modernos, con valores más democráticos e igualitarios, con convicciones laicas, que exigía más derechos sociales y laborales, que defendía otro rol para las mujeres, y que mostraba mayor respeto hacia las minorías nacionales, su lengua y su cultura.

## La guerra en Euskadi

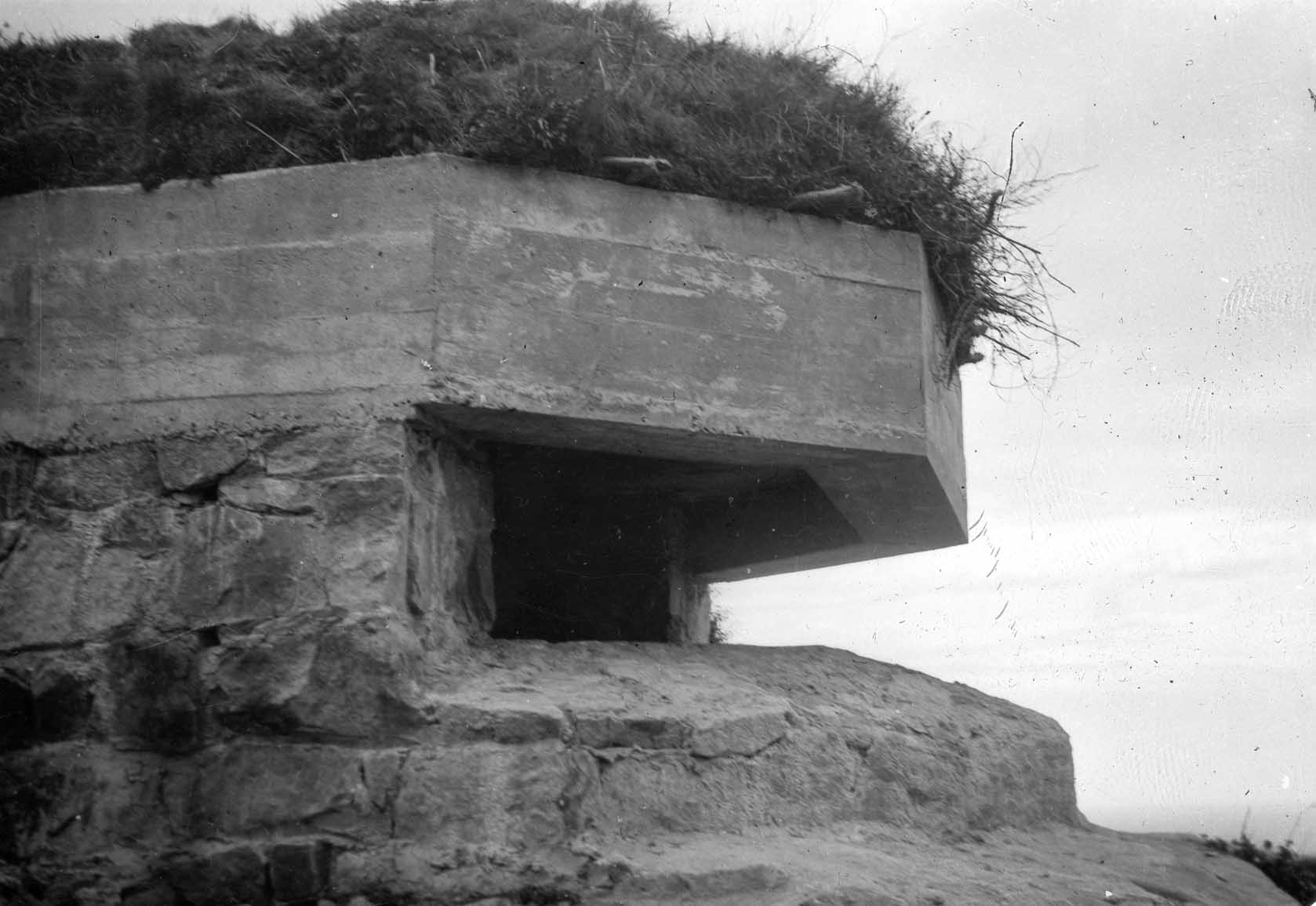
Nido de ametralladoras del Cinturón de Hierro de Bilbao, en las peñas de Santa Marina (1937).

El 18 de julio del 1936, los militares dan un golpe de Estado, pero no consiguen hacerse con el control de todo el país y la situación desemboca en una guerra. Guipúzcoa y Vizcaya, junto a Santander y Asturias quedan rodeadas de provincias sublevadas. Las tropas acantonadas en Navarra, comandadas por el general Mola, parten desde Pamplona hacia el norte y el 5 de agosto se hacen con el control de la frontera y cierran el paso con Iparralde (zona norte de Euskal Herria bajo administración francesa).
El 7 de octubre de ese mismo año Euskadi constituirá el primer Gobierno provisional del País Vasco presidido por el nacionalista José Antonio Aguirre. Una de las primeras decisiones del nuevo Lehendakari será formar el Eusko Gudarostea o Ejército Vasco que un mes más tarde, en noviembre del 36, lanzará una ofensiva fallida en Villareal. Los golpistas pasan al contraataque y con muchas más dificultades de las esperadas debido a la resistencia de gudaris y milicianos, irán tomando el territorio guipuzcoano y posteriormente el vizcaíno.
En abril del 37 Gernika es arrasada por la Legión Cóndor de Hitler. También en esas fechas arranca la construcción del anillo defensivo de Bilbao, conocido popularmente como “El Cinturón de Hierro”. El responsable de la obra será el ingeniero Alejandro Goicoechea, que sin haber terminado su cometido desertará y entregará los planos de las fortificaciones a los facciosos. Gracias a esa información las tropas franquistas doblegarán la resistencia de gudaris y milicianos y tomará la capital bizkaina el 19 de junio del 1937. Ante el empuje de los sublevados, el Gobierno Vasco abandona la ciudad y parte hacia Las Encartaciones, pasando la primera noche en Otxaran, Zalla. Concretamente en casa de Marco Gardoqui, un destacado nacionalista que había sido alcalde de Bilbao, Al día siguiente, Aguirre y sus consejeros continúan camino hasta Trucios. Y allí, en el Palacio La Puente, establecen la última sede del Gobierno Vasco durante la guerra.
Desafortunadamente, en muchos estudios y publicaciones sobre la guerra en Euskadi a la caída de Bilbao suelen seguirle las explicaciones del final de la contienda en suelo vasco y los pormenores del Pacto de Santoña, olvidándose inexplicablemente de dos meses de cruenta guerra en Las Encartaciones.

## La guerra en Las Encartaciones

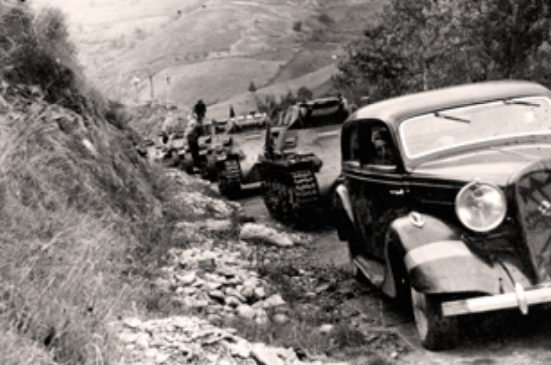
Tropas franquistas avanzando por Las Encartaciones

Tras la caída de Bilbao los golpistas continuaron su avance y entre el 21 y el 25 de junio tomaron Baracaldo, Sestao, Portugalete, Santurce, después, Ortuella, Trapaga, Gallarta y luego los montes de Triano. Desde ahí se ocupó Galdames. Gordejuela fue atacada desde el sur y encabezando una columna de varios tanques, el general Dávila fue remontando la cuenca del río Cadagua. Enfrente y tratando de frenar el avance de los facciosos se encontraban los restos del Ejército Vasco y del Ejército Republicano del Norte que para entonces eran una amalgama de combatientes de distintos batallones exhaustos, sin armamento, sin el equipamiento necesario y con una moral muy baja por el devenir de la guerra y la pérdida reciente de la capital vizcaína.
En los días posteriores se sucederán las reuniones. El Euzkadi Buru Batzar se reúne el 20 de junio en la iglesia de Santa Isabel, en La Herrera. Al día siguiente, será el Estado Mayor del Ejército republicano del Norte con Mariano Gamir al frente, quien se reúna en Sopuerta. Y el día 22, el presidente del PNV en Vizcaya, Ajuriaguerra anima a resistir a los comandantes del Euzko Gudarostea en los salones de la Casa de Juntas de Avellaneda (actual Museo de Las Encartaciones), aunque parece que para entonces el partido ya negociaba la rendición con los italianos. Ese mismo día la aviación italiana bombardea la cercana estación de Traslaviña, en Arcentales.
Recibidos refuerzos desde Asturias y Santander una nueva línea de defensa fue establecida a lo largo del río Barbadun hasta Sopuerta, pasando por Güeñes y, de ahí, por la carretera hasta Valmaseda. Esta línea fue rota el día 27 con la consiguiente caída de Güeñes, Aranguren y Zalla. 
Es importante recordar que el Cinturón de Hierro que en parte transcurría por suelo encartado resultó inútil ante los progresos de los rebeldes, dado que estaba ideado para repeler ataques desde fuera, desde el oeste, y no desde el interior como finalmente ocurrió. El 28 de junio los leales a la República y al Gobierno de Euskadi contraatacan duramente en el Pico de La Cruz y en el monte Ubieta pero a pesar de su determinación tienen que acabar retrocediendo. El 29 cae Valmaseda y, más al norte, toda la línea Zalla-Otxaran-Abellaneda-Mercadillo-Arenao, pasando Sopuerta y Muskiz a manos de los sublevados. A medida que las tropas leales a la República se fueron retirando volaron buena parte de los puentes que iban dejando atrás, como por ejemplo el del barrio del Arenao en Sopuerta.
Otra de las consecuencias del empuje de los franquistas fue el éxodo de los miles de refugiados que ya abarrotaban Bilbao, que inundaron las carreteras encartadas y que fueron insistentemente ametrallados y bombardeados por el enemigo. Se calcula que los refugiados en Las Encartaciones pudieron llegar a duplicar o triplicar la población local, lo que supuso grandes problemas para los ayuntamientos a la hora de alojarlos y atenderlos como es debido. Por poner un ejemplo, para principios de 1937, Zalla llegó a duplicar su población habitual (unas 2500 personas).
Respecto a los bombardeos aéreos parece que en Enkarterri rondaron los 300 y que prácticamente ninguna localidad encartada se libró de ellos. Fue la Aviazione Legionaria de Benito Mussolini quien más se prodigó en el oeste de Vizcaya, aunque también hubo participación de la Legión Cóndor. Los pueblos que fueron bombardeados mayor número de veces y con más intensidad fueron Alonsótegui, Trucios, Valmaseda y sobre todo Zalla que estuvo dos semanas soportando las acometidas de los aviones golpistas. La campaña se cobró la vida de decenas de personas, la gran mayoría civiles y muchos de ellos niños.

## La/s Batalla/s de Kolitza

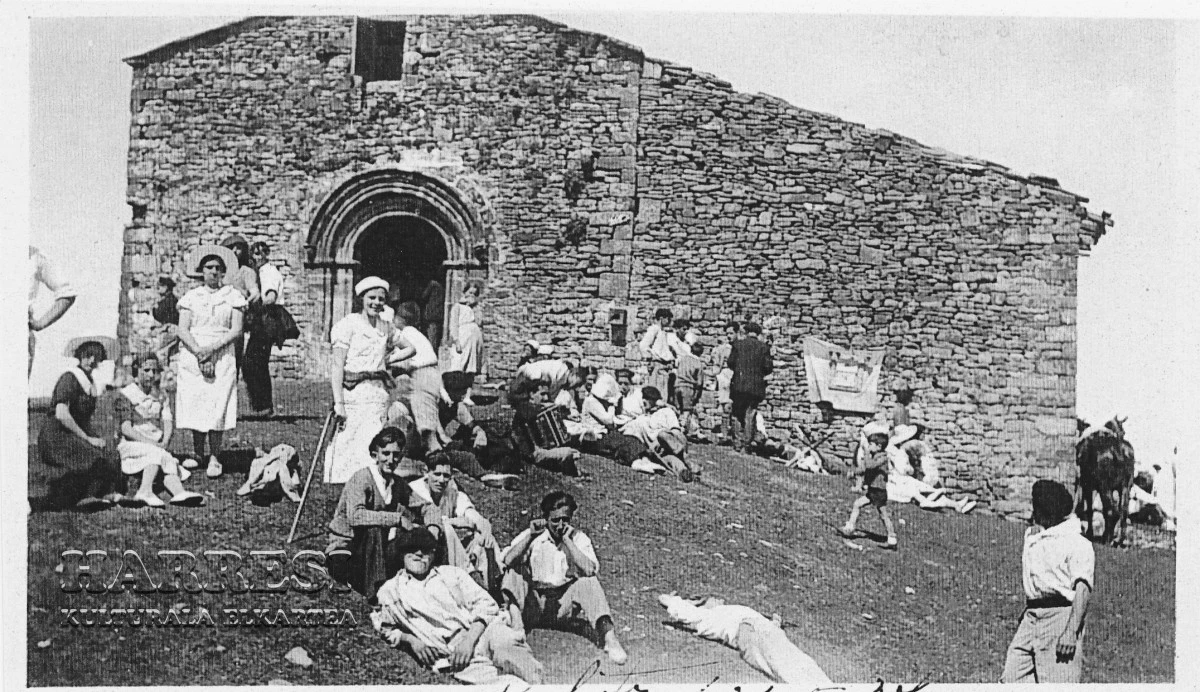
Ermita de Kolitza antes de la guerra civil con una bandera republicana en su fachada

Aunque la conocida como Batalla de Kolitza tuvo lugar a finales de julio de 1937, la cima de este monte y sus alrededores fueron escenario de duros combates prácticamente desde el mismo día que Valmaseda fue ocupada. Tras la toma de la Villa encartada, los sublevados conquistaron el monte Sabugal y Kolitza con relativa facilidad, sin embargo, sufrieron numerosas bajas cuando el comandante Saleta atacó frontalmente La Garbea que al parecer estaba fortificada por zapadores de ANV. Los días 1, 2 y 3 de julio hubo constantes contraataques de republicanos y nacionalistas para recuperar las cotas arrebatadas por los rebeldes. Aunque con menor intensidad los intentos se repitieron a lo largo de varias jornadas. Al fracasar, el bando republicano barajó la posibilidad de volar la presa de Ordunte para inundar Valmaseda y obligar a los franquistas a abandonar el pueblo, pero por miedo a causar una catástrofe el plan se cambió y mineros asturianos realizaron una pequeña voladura que solo consiguió vaciar lentamente parte del pantano.
El 6 de julio del 37 la República contraataca en Madrid, en la famosa Batalla de Brunete. Armamento, aviones y tropas franquistas del norte se envían allí para contener la ofensiva y debido a ello el frente se estabiliza en Las Encartaciones durante mes y medio. En ese periodo de tiempo el intercambio artillero será muy intenso y prácticamente diario. Por ejemplo, el 17 de julio, los republicanos cañonearán unas 20 veces la ermita y los franquistas dispararán unas 60 veces hacia las posiciones circundantes. A final de julio, en parte debido al estancamiento del avance sublevado y en parte para distraer de otra ofensiva de mayor envergadura en Asturias, La República y el Gobierno Vasco deciden lanzar una ofensiva que irá desde Ontón (Cantabria), pasando por el monte Alen (Sopuerta), hasta La Garbea y Kolitza. El oficial al mando será Ángel Lamas Arroyo, nombrado jefe del estado mayor del ejército vasco en junio del 37. 
Comienzan los preparativos para la operación y el Balneario de Carranza se habilita como hospital con 165 camas, 18 ambulancias, 35 coches, 23 mulos y más de 300 camilleros (en sus instalaciones morirán cerca de 90 milicianos y gudaris). El ataque comienza a media tarde del día 27, llueve mucho y la artillería y algunos aviones vasco republicanos bombardean las posiciones franquistas. Estos responden cañoneando desde el Sabugal, la Herbosa y desde la carretera de Antuñano. Las tropas se ponen en marcha y se dividen en dos sectores. Desde Pando, en Carranza, salen los batallones anarquistas Durruti, Sacco y Vanzetti y Celta (llamado así porque lo integraban vecinos de Trintxerpe de origen gallego) y más tarde el nacionalista Avellaneda. Estas columnas alcanzan los Ilsos de Ribacoba en las faldas del Burgüeno, donde se instala el puesto de mando para coordinar la batalla. En las proximidades, en Cerro Cuchillo, se excava un pequeño refugio que todavía puede visitarse a día de hoy. Después se llega al monte Terreros donde también se aprovecha una cueva natural para hacer un segundo refugio. Mientras tanto el batallón Rosa Luxemburgo, con militantes socialistas y comunistas en sus filas, parte desde el barrio de Górgolas, en Arcentales, con el objetivo de tomar la zona de El Pastizal y continuar hasta La Garbea. Objetivo que no se alcanza. 

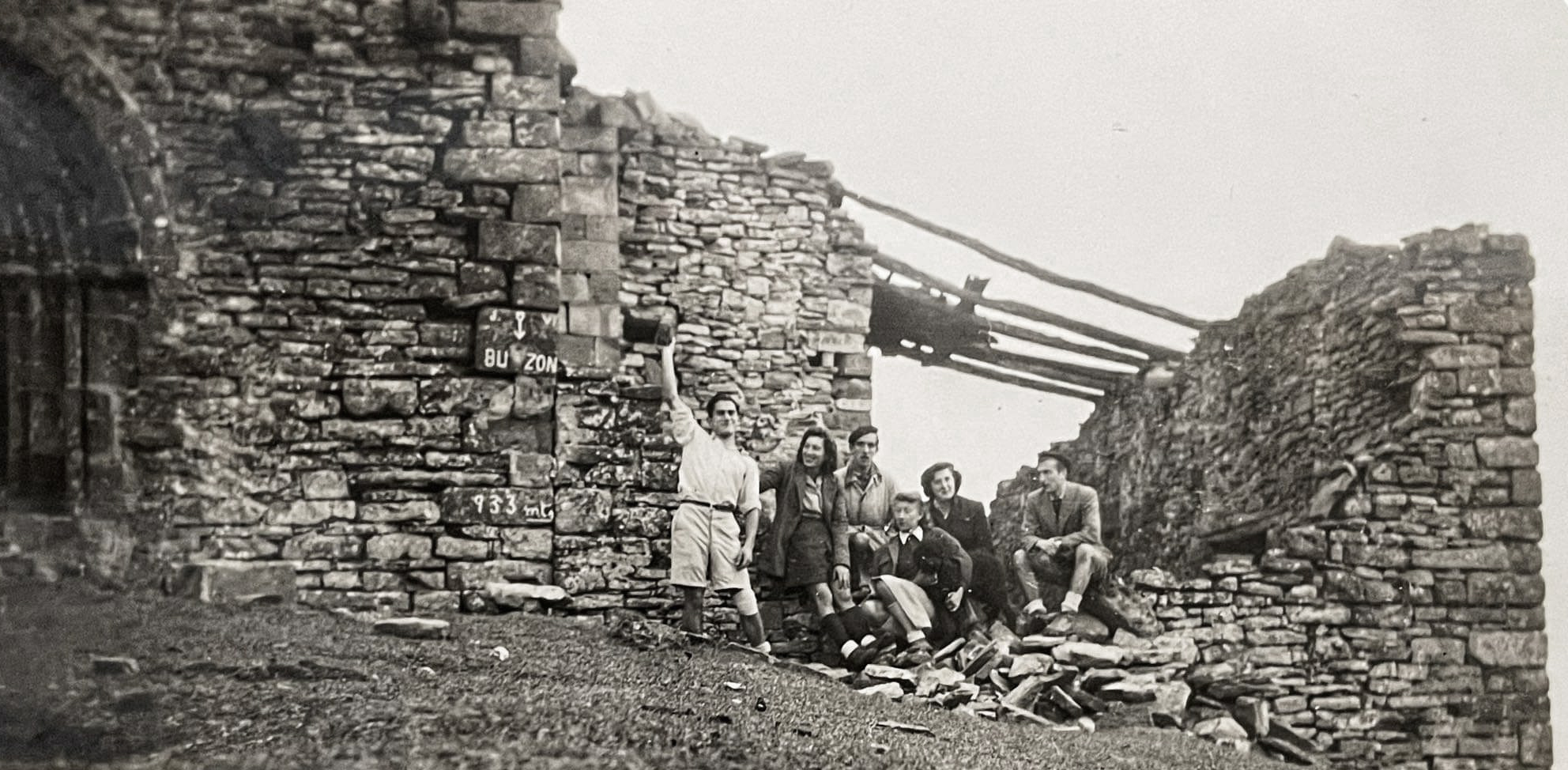
Ermita del Kolitza tras la batalla de 1937 - Guerra civil

El Celta atacará la cima del Kolitza desde la zona donde actualmente está el refugio de montaña. El Durruti cruzará por Campa los Tueros y acometerá desde la subida que parte del Portillo del Gato, mientras el Sacco y Vanzetti se lanzará a por el Sabugal. La batalla será encarnizada. Milicianos y gudaris pelearán ferozmente y a pesar de la falta de medios y de sufrir incluso algún bombardeo de su propia aviación, llegarán varias veces a escasos metros de la ermita. Después de tres intentos nocturnos más, agotados, muy castigados por las ametralladoras enemigas y sin cizallas para cortar las alambradas que protegían a los sublevados, los atacantes tendrán que retirarse dejando atrás a muchos compañeros.
Durante el día, aviones republicanos bombardean la retaguardia franquista y confunden a un grupo de civiles con soldados, matando en el barrio de Pandozales a tres mujeres y a tres niños de la familia Vela Hormazábal.
El 28 el batallón Avellaneda se niega a atacar. Las grandes bajas del día anterior, varias causadas por “fuego amigo”, la falta de apoyo artillero y aéreo, y la persistente lluvia desembocan en un conato de rebelión. El tercer día, el 29, son el Durruti y del Sacco y Vanzetti quienes se niegan a combatir, aunque finalmente no tienen otro remedio. Se retoma la operación y los aviones republicanos vuelven a bombardear la ermita. Después se suceden hasta seis ataques para tomar la cumbre del Kolitza y otras tantos para llegar al Sabugal. A la tarde aparece la aviación franquista lo que precipitará el fracaso del plan y el abandono del mismo. En total, se estima que en las batallas de Kolitza pudieron morir unos setecientos gudaris y milicianos, doscientos de ellos en los tres últimos días de combate. Al menos 80 muertos del bando franquista fueron enterrados años más tarde en el Valle de los Caídos. (Valmaseda es la segunda localidad vasca, después de Vitoria-Gazteiz, que más soldados fallecidos envió al mausoleo franquista). La ermita quedó destruida y los montes circundantes arrasados.
Entre los muchos motivos que pudieron determinar el fracaso de esta operación algunos señalaron una mala planificación de la misma y una ejecución muy deficiente. Sospecha que se vio acrecentada cuando terminada la guerra varios mandos franquistas intercedieron para que el responsable de la ofensiva, Ángel Lamas Arroyo, no fuese represaliado. Y confirmada cuando años más tarde, Lamas publicó un libro llamado “Unos y otros” en el que se reconocía abiertamente franquista y en el confesaba su premeditada incompetencia al mando de las tropas republicanas.
Con el fracaso de la ofensiva en Brunete y la consiguiente vuelta de efectivos a la zona norte, los sublevados retoman la iniciativa y en agosto de 1937 rompen el frente montañés por el sur, avanzando rápidamente hacia Santander. Otro tanto sucede en Enkarterri donde las unidades vascas reciben orden de retirarse de sus posiciones y los últimos pueblos bizkainos libres acaban siendo sometidos. El día 23 Artzentales, Turtzioz, Villaverde, y Karrantza y Lanestosa el 24 de agosto. La mayor parte de las tropas nacionalistas se entregarán en Santoña y parte de las republicanas continuarán la guerra en Asturias.

## La Guerra en Valmaseda

### Inicios de la guerra

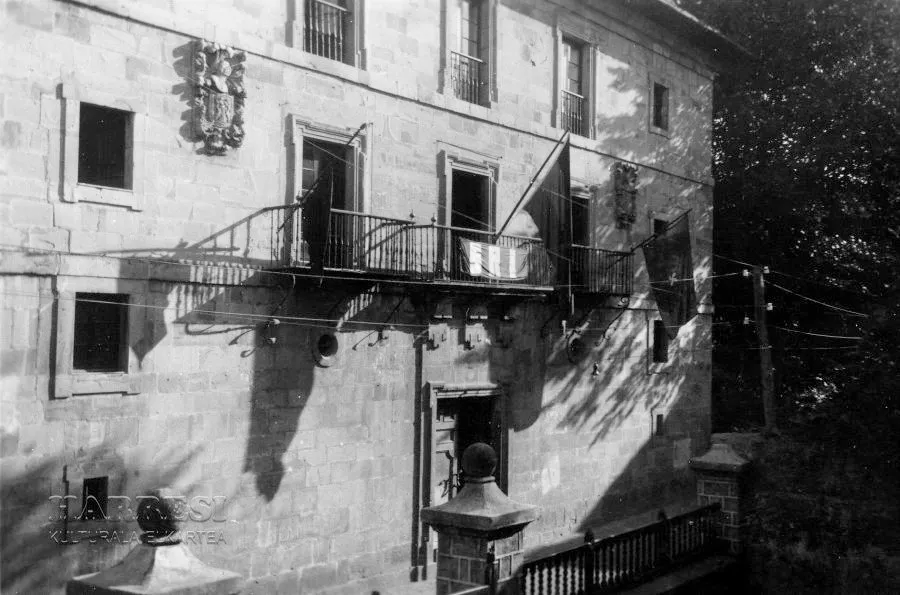
Trasera del palacio de Horcasitas en cuyo balcón se aprecia al menos una bandera republicana y una pancarta del Socorro Rojo Internacional

Al estallar la guerra, el Ayuntamiento constituye una Junta de Defensa Local presidida por el teniente alcalde José de los Heros, miembro PNV y máximo responsable municipal ante la ausencia desde el principio de la contienda del alcalde Luis González de Taramona. La Junta se completa con los nacionalistas Agirre y Jaime Salazar y los socialistas Manolín Puente y José Cordeiro y más adelante se incorporarán la Unión Republicana e incluso la CNT (19).
Esta nueva institución requisa armas de fuego, coches, burros, mulas, radios y máquinas de coser para hacer ropa a los milicianos. Se interrumpe el curso escolar, se suspende el baile de los domingos y la banda de música se disuelve al ser sus instrumentos confiscados. Las calles quedan vacías por el miedo a la guerra, porque algunas familias abandonan el pueblo y porque muchos jóvenes se enrolan en diferentes batallones y empiezan a recibir instrucción militar en otras poblaciones. El mercado deja de hacerse y tiendas, bares y talleres cierran por falta de género y materiales. En noviembre se termina el pan blanco y el vino, y apenas hay pescado fresco. Con el paso del tiempo la comida empieza a escasear y su precio se dispara. Debido a ello surgen huertas por doquier, incluso en el centro del pueblo. El Ayuntamiento inicia el racionamiento repartiendo azúcar, aceite, patatas, arroz y garbanzos y también El Socorro Rojo entrega comida. A pesar de ello la gente llega a comer alimentos destinados a los animales y se ve forzada a trapichear y a veces robar.
La Junta también manda instalar puestos de vigilancia en la torre de la iglesia de San Severino y en el monte Arbalitza. Este último puesto se conectó telefónicamente con los talleres de La Robla para que hiciesen sonar su sirena en caso de avistar aviones o tropas enemigas.
Los partidos del Frente Popular y los sindicatos ocupan y convierten en su sede el Palacio Horcasitas, también conocido como Palacio de Buniel o Casa del Marqués. Comienzan a organizarse batallones, casi siempre en función de las ideologías. Los militantes izquierdistas se alistarán en el Meabe con sede en Bilbao e integrado mayoritariamente por las Juventudes Socialistas Unificadas (socialistas y comunistas) y en el Batallón Octubre que se acuartelará en el colegio de los Maristas y estará compuesto por jóvenes balmasedanos y del Valle de Mena. Los nacionalistas se agrupan principalmente en el Avellaneda y el Muñatones, con sede en el Ayuntamiento de Gueñes, antiguo chalet de Urrutia. Unos 450 vecinos partirán al frente y cerca de 50 morirán en combate.
En los primeros días de la sublevación, golpistas de Villarcayo y Medina atacan en la zona de Los Tornos (Cantabria) y de El Cabrio (Burgos) con el fin de llegar a la costa santanderina y dividir en dos el territorio controlado por la República en el norte. La Columna Villarías, con numerosos balmasedanos del Octubre en sus filas, será una de las que rechace el ataque permitiendo que el Valle de Mena y Enkarterri permanezcan en territorio leal al gobierno durante meses.
Por otra parte, una junta investigadora del Ayuntamiento elabora una lista de personas de derechas sospechosas de conspirar contra la República. 29 personas serán acusadas y algunas serán enviadas en la prisión bilbaína de Larrinaga. Otros como Salvador Ródenas, Faustino Armentia Aguado, y Juan Bautista Rodet son encarcelados en la cárcel-barco Cabo Quilates, en Bilbao. Tras un duro bombardeo franquista sobre la capital bizkaina la multitud asalta varias prisiones y acaba con la vida de decenas de presos conservadores, entre ellos los tres derechistas balmasedanos.

### Pedro Asua
El golpe de Estado que provocó la guerra civil fue rápidamente apoyado por una Iglesia Católica que llevaba años enfrentada a La República. Las diferencias habían comenzado con los intentos republicanos por convertir a España en un estado laico y ante la negativa a seguir subvencionando a la propia Iglesia y a sus centros educativos de carácter religioso. La aprobación del matrimonio civil o del divorcio también fueron muy criticadas desde las altas esferas católicas. Por su parte, muchos sectores de la izquierda tachaban a la Iglesia de reaccionaria y la acusaban de defender a las elites económicas y a los poderosos. Poco a poco, esas desavenencias fueron subiendo de tono y derivaron en ataques contra el clero. Ataques que se acentuaron en los primeros meses de guerra pero que en Euskadi fueron mucho más esporádicos, en buena medida gracias a la protección que los religiosos recibieron de los nacionalistas.
Pero hubo excepciones y el sacerdote balmasedano Pedro Asua fue una de ellas.  Asua fue sobrino del indiano Martín Mendia y nació en una familia acuadalada, lo que le permitió compaginar sus estudios religiosos con la carrera de arquitectura. Acabada su formación el joven arquitecto destacó por sus aptitudes y con el tiempo llegó a diseñar varios edificios notables como las escuelas Mendia de Valmaseda, el seminario de Vitoria, o el teatro Coliseo Albia de Bilbao. Preocupado por el devenir de la guerra, Asua decidió trasladarse a Derio y parece que fue allí donde incontrolados de izquierdas lo detuvieron y probablemente lo mataron. Su cadáver apareció en agosto del 36, en Liendo, Cantabria. En el 2014 este religioso fue beatificado por el papa Francisco.

### Refugiados

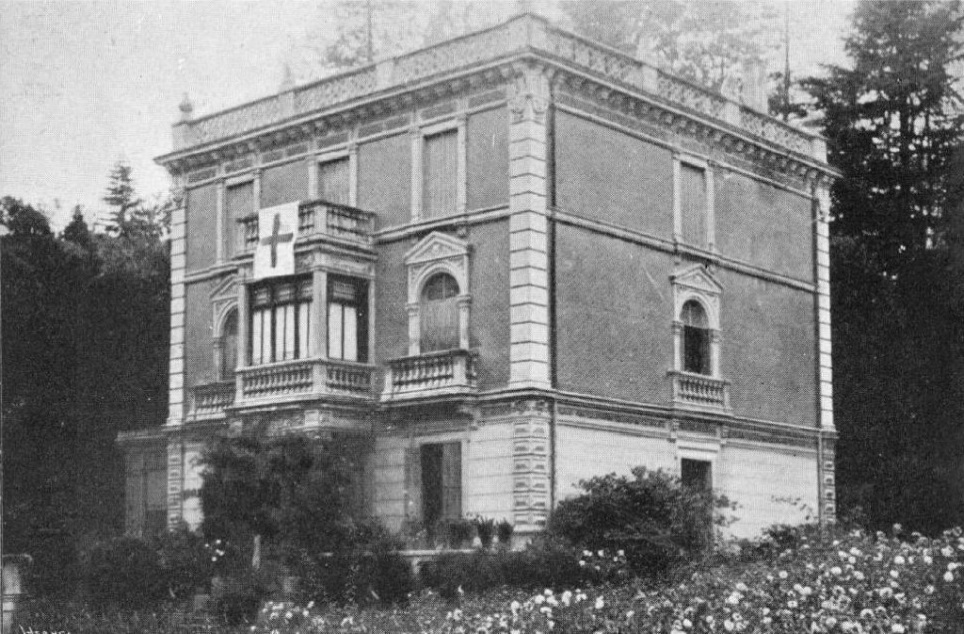
Chalet de la familia Mendia usado durante la guerra para albergar refugiados y posteriormente como hospital

Los primeros refugiados llegados a Valmaseda serán principalmente familias republicanas venidas de la zona de Burgos. A medida que los golpistas avanzan por Guipúzcoa y Vizcaya llegarán más gentes de esas dos provincias. El Ayuntamiento se ocupará de ir registrándolos, de buscarles alojamiento y recursos, y pedirá a los valmasedanos que los acojan. Muchos vecinos aceptarán, también algunos de ideología conservadora. El propio alcalde Heros alojará a tres familias. Por otro lado, más de 50 niños y niñas de Valmaseda, los niños de la guerra, serán enviados a Inglaterra, Francia, Bélgica y la URSS. Los primeros partirán desde Santurce en el trasatlántico Habana Quinoa.

### José de los Heros y Sabino Arana
José de los Heros, miembro del partido nacionalista vasco y alcalde en funciones durante la guerra, fue un empresario dedicado a todo tipo de obras civiles. Su actividad arrancó con la apertura de un almacén de construcción en la calle de La Estación, más tarde inauguró una serrería que fue la precursora de la industria del mueble en Valmaseda, y finalmente fundó una empresa dedicada a trabajos de soldadura llamada UMASSA. Sus trabajos abarcaron, desde la fabricación de cosechadoras y vagones de tren, hasta la construcción de viviendas, siendo el faro de Machichaco en Bermeo, o la participación en la construcción del ferrocarril de la Robla sus obras más relevantes. 

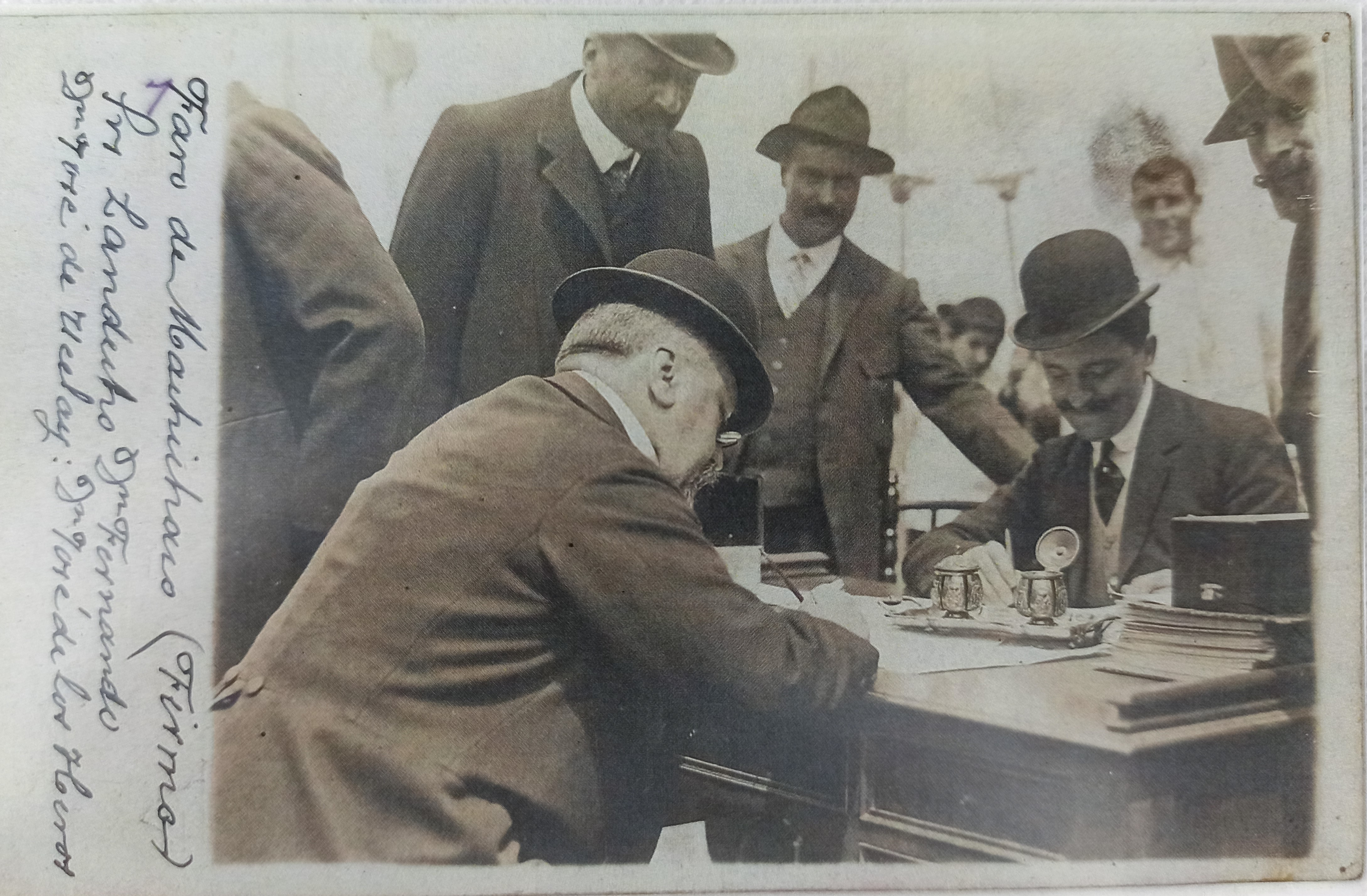
José de los Heros mira a la cámara mientras se firma el contrato de construcción del faro de Machichaco

Inquieto por naturaleza, Heros también levantó una central eléctrica en Bolunburu y otra en La Herrera con las que además de garantizarse electricidad para sus instalaciones, proporcionó dio luz a buena parte de Valmaseda y de Zalla. Más adelante, José se casó con Dolores González de Taramona, sobrina de Manuel de Taramona, un indiano, originario de la Herrera (un pequeño barrio de Zalla) que, como otros, empleo parte de la fortuna que había hecho en América para dotar de infraestructuras a su pueblo natal. En concreto, Manuel quiso construir una escuela y un pequeño cementerio, obras que encargó a José de los Heros. 
Ante la llegada de los sublevados a Pedernales, el PNV decidió desenterrar los restos de Sabino Arana y esconderlos en un lugar seguro. Su presidente, Doroteo de Ziaurritz, pidió a Heros, compañero de partido y amigo personal, que buscase un lugar en la retaguardia Encartada y este le propuso precisamente, el pequeño cementerio familiar que había construido para el tío de su mujer. Allí fue llevado Arana en completo secreto y el misterio de su paradero no fue desvelado hasta 50 años más tarde.

### Alejandro Goicoechea
Alejandro Goicoechea nació en Elorrio en 1895. Años más tarde curso estudios de bachillerato en los Jesuitas de Orduña y después se matriculó en Escuela de Ingenieros del Ejército. A principio de los años 20 y tras servir unos meses en Marruecos, Goicoechea fue contratado por la Compañía de Ferrocarriles de la Robla. Empresa en la que ocupó el puesto de jefe de materiales y tracción y desde la que hizo numerosos encargos a los talleres de José de los Heros.  
Forzadas por la guerra varias fábricas de Valmaseda fueron militarizadas. Fabio Murga pasa a construir estabilizadores para bombas, Boinas la Encartada teje mantas para gudaris y milicianos, mientras que los talleres de La Robla y UMASSA colaboraron para blindar un tren cuya resistencia se probó en el parque del frontón con munición de diferente calibre.
En 1936 Goicoechea abandonó La Robla y fue nombrado responsable de la construcción del anillo defensivo de Bilbao, más popularmente conocido como el Cinturón de Hierro de Bilbao. Tarea para la que se necesitaron grandes cantidades de hierro (para forjar búnkeres, nidos de ametralladoras y demás) que el ingeniero vino a buscar a sus antiguos talleres de La Robla y que también trato de conseguir enviando varios trenes hacia Santander.
En junio de 1937 Goicoechea desertó y entregó los planos de las defensas bilbaínas al enemigo, que gracias a su ayuda consiguió tomar la ciudad. En pago a su traición el régimen le adjudicó suculentos contratos para recuperar hierro y otros metales de construcciones que se habían levantado para la guerra y de los frentes batalla. Un dinero que sin duda, fue determinante para que pudiese patentar años más tarde su famoso tren TALGO.

### Bombardeos y refugios
Valmaseda y sus alrededores sufrieron numerosos bombardeos aéreos. El 28 de junio la aviación de Mussolini alcanzó las vías del tren, la zona de Valdemollina y la entrada del Hospital de Sangre en La Magdalena, donde murieron dos milicianos y una vecina de Valmaseda llamada Basilia Peña. Otros bombardeos afectaron a La Calzada, a La Avenida, al Cristo, a la presa del matadero o la estación. Para protegerse de esos ataques se construyeron refugios junto a los talleres de La Robla, en la calle Correría, detrás del Ayuntamiento y al lado de la actual comisaría de la Ertzaintza. También se protegieron los bajos del Consistorio y los arcos de la plaza con sacos terreros, aunque finalmente se descartaron por inseguros. Otros refugios menores se habilitaron en sótanos y casas del centro del pueblo. 

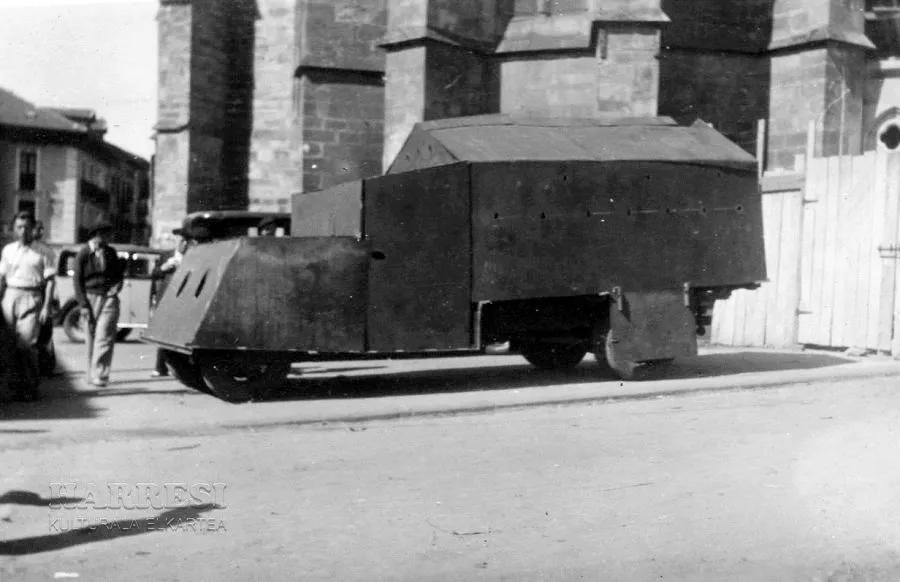
Vehículo blindado, Plaza de San Severino, Valmaseda

### Toma de Valmaseda
El 29 de junio las Brigadas Navarras entran en Valmaseda por la carretera de Antuñano. Otras columnas que llevaban días en la zona de Arbiz, bajan hacia Las Tenerías. Los militares llegan al Ayuntamiento y tiran por la ventana símbolos vascos y republicanos que después queman en las escaleras del consistorio. Muchos gudaris encartados se rinden y entregan sus armas en la Plaza de San Severino. Los fascistas ocupan la cárcel, la escuela, el frontón, los Maristas, etc. y los prisioneros son encerrados en dependencias de esos mismos edificios. Horcasitas se devuelve al Marqués de Buniel. Falange se queda la Casa del Pueblo y el Batzoki cercano a la Plaza del Marqués se convierte en comedor social.

### Represión
Dos meses después de tomar Valmaseda las tropas sublevadas se hicieron con el resto de Las Encartaciones y algo más tarde ocuparon Santander, circunstancia que algunos derechistas locales aprovecharon para recorrer los centros de detención, identificar a gudaris y milicianos y traérselos al pueblo. Los malos tratos a los prisioneros comenzaron desde su misma detención y ya de camino a Valmaseda hubo golpes y simulacros de fusilamiento. Llegados a la cárcel comenzaron los interrogados y las torturas. Finalmente José Cordeiro (trabajador de La Robla, izquierdista y miembro del batallón Meabe) Ángel Asensio (sargento del Batallón Octubre) Luciano Fuentes (trabajador de La Robla) y Manolín Puente fueron fusilados. Otros balmasedanos represaliados serán Julián Chinchurreta Eguidazu (de ANV y llevado a Burgos) Emilio Cremer Arce (responsable del Frente Popular, detenido en Cistierna y desaparecido) un tal Leniz del que se desconoce el nombre (fusilado en Urbina Álava) y Nicasio Santamaría (acusado de sabotear comunicaciones franquistas).

### Manolín Puente

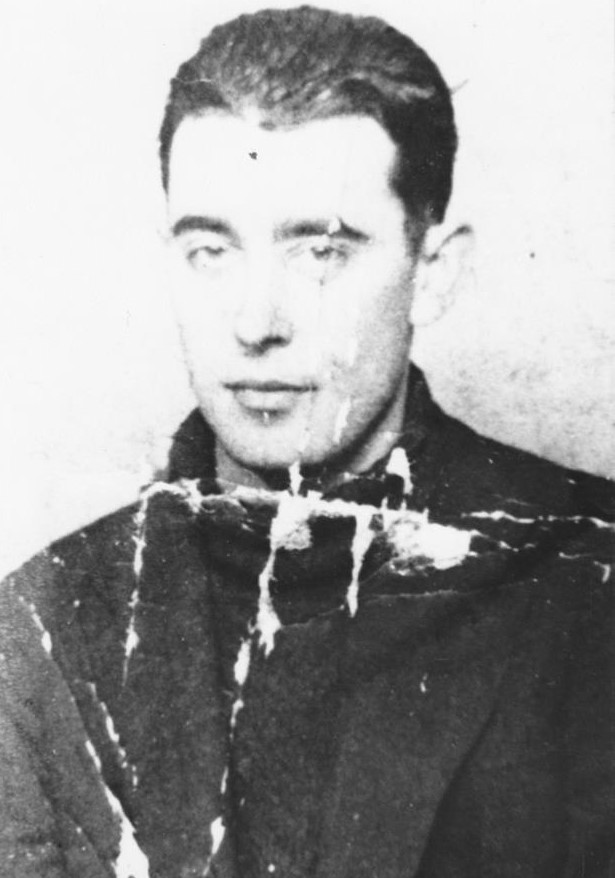
Manuel Puente, Manolín, militó en el Partido Socialista

Manuel Puente, Manolín, militó en el Partido Socialista desde muy joven. En 1934 tomó parte en la Revolución de Octubre y fue encarcelado por ello. Al llegar la guerra fue elegido como miembro en la Junta Local de Defensa y posteriormente fue nombrado Comandante Intendente del Batallón Octubre. A pesar de sus convicciones izquierdistas se sabe que intervino en numerosas ocasiones para ayudar o proteger a gente de derechas y a las monjas clarisas. Detenido en Santander y trasladado en la cárcel de Valmaseda, fue duramente torturado, “paseado” hasta la estación con la mandíbula rota y llevado a la bilbaína cárcel de Larrinaga. Posteriormente le trasladaron al cementerio de Derio y allí fusilado y enterrado en una fosa común. Como castigo final las autoridades franquistas requisaron su taller de carpintería.

## La guerra pueblo a pueblo

### Alonsótegui
Alonsótegui, el pueblo de Las Encartaciones más cercano a Bilbao, sufrió un gran bombardeo el 13 de junio de 1937. Los aviones que lo llevaron a cabo fueron Junkers alemanes y el ataque causó cerca de treinta víctimas mortales, entre ellas varios niños. Otros 20 vecinos de Alonsótegui murieron en combate a lo largo de la guerra.

### Gordejuela
En las cercanías de Gordejuela se construyeron fortificaciones anexas al Cinturón de Hierro. Dichas defensas no fueron de gran utilidad ya que se idearon para repeler ataques dese la zona de Burgos y Valmaseda y no desde Álava y Bilbao que fue por donde finalmente llegaron los facciosos.

### Galdames
Tras el descubrimiento de grandes yacimientos de hierro en los Montes de Triano, Galdames se convirtió en una importante localidad minera. Con la llegada de los mineros a la localidad también aparecieron organizaciones obreras y sindicales, buena parte de ellas se sumarian en el 34 a la llamada Revolución de Octubre. Curiosamente en Galdames, el intento revolucionario contó con algunos apoyos de militantes del PNV. En todo caso la rebelión no tuvo éxito y el ejército acabó reprimiendo con dureza toda la zona minera. Al estallar la guerra, muchos mozos se enrolaron en distintos batallones. Unos cuantos nunca regresaron. Como ocurrió en otros pueblos Galdames también envió niños y niñas al extranjero, en concreto unos 25. Pese a la dura resistencia de gudaris y milicianos la Primera Brigada de Navarra tomó la localidad encartada el 25 de junio de 1937. En uno de esos enfrentamientos murió el comandante del tercio de requetés de San Ignacio, Juan Suelves Goyenechea, Marqués de Tamarit.

### Güeñes

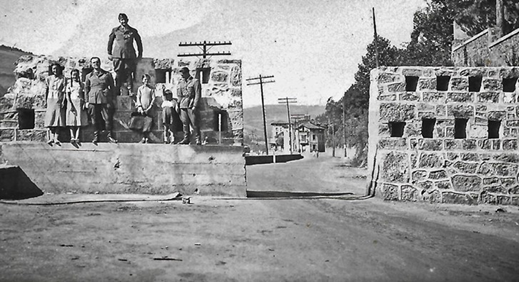
Parapeto de Sodupe

No existe demasiada información de lo sucedido durante la guerra en el municipio de Güeñes. Quizás lo más relevante sea que por las cumbres del municipio discurría una sección del Cinturón de Hierro, que iba desde el monte Lujar hasta Sodupe. También en Sodupe, en la zona del monte Mendiona, se construyeron algunas otras fortificaciones asociadas al Cinturón de Hierro, mientras que en el centro del pueblo se levantó un gran parapeto a la altura de la actual gasolinera. Contar con ese tipo de elementos defensivos probablemente animó a resistir a gudaris y milicianos, dándose combates de cierta relevancia cuando llegaron las tropas franquistas.

### Zalla
Zalla fue uno de los pueblos más castigados por los ataques aéreos. El barrio de Aranguren, donde se encontraba la Papelera Española, sufrió un bombardeo que destruyó varias casas del centro y afectó a un gran local que tenía la UGT. Tras varios combates, los franquistas lograron hacerse con Aranguren el 27 de junio del 37 y acto seguido fusilaron a los delegados sindicales de la papelera. 
El núcleo principal de Zalla, Mimetiz, padeció más de dos semanas de bombardeos antes de ser ocupada por los golpistas. Ataues que afectaron a toda la localidad y que dejaron cerca de 50 víctimas mortales. En los días previos las cumbres cercanas a la población fueron escenario de duros combates y de constantes contraataques de gudaris y milicianos. Finalmente, y tras varias refriegas por las calles, las tropas fascistas lograron con el control de todo el pueblo el día 29 de junio, desatando en las jornadas posteriores una dura represión.

### Sopuerta
Sopuerta, un pueblo de tradición minera y obrera, tuvo un papel importante durante la guerra. El municipio fue sometido por los franquistas el 29 de junio de 1937. En los días previos se sufrieron numerosos bombardeos de la aviación rebelde, también hubo combates en varias de las cimas que rodean a la población y ya en el pueblo, los enfrentamientos dejaron unos varios muertos y unas cuantas casas destruidas. Sopuerta y en concreto el monte Alén, también fueron escenario de la contraofensiva que el Gobierno Vasco y La República llevaron a cabo a finales de julio del 37 y cuya batalla más conocida fue la de Kolitza. El enfrentamiento fue durísimo, pero gubernamentales y nacionalistas no lograron su objetivo.

### Artzentales
Artzentales es una pequeña localidad encartada. Su principal interés militar residió en un nudo de comunicaciones ferroviarias del barrio de Traslaviña que fue bombardeado por la aviación italiana en repetidas  ocasiones. La población cayó en manos fascistas el 23 de agosto de 1973.

### Trucios
Huyendo del avance franquista el Gobierno Vasco se trasladó a la localidad de Trucios. Allí se celebró la última reunión del ejecutivo vasco y en dicha sesión el Lehendakari Aguirre dio a conocer su famoso “Manifiesto de Trucíos” cuya frase más conocida decía así: “El territorio habrá sido conquistado; el alma del Pueblo Vasco, no; no lo será jamás“. Esta localidad sufrió una decena de bombardeos que dejaron numerosas víctimas.

### Carranza
El valle de Carranza fue uno de los últimos reductos de Euskadi en ser conquistado por las tropas de golpistas. Como en el resto de localidades, muchísimos mozos se alistaron voluntariamente para ir a combatir y al menos 60 de ellos perdieron la vida. A medida que la guerra se fue acercando llegaron los primeros bombardeos y con ellos un flujo de refugiados cada vez mayor. Un objetivo recurrente de estos ataques fue el Balneario de Molinar. Un gran edificio que sirvió de hospital, de sede de diferentes batallones o incluso de cárcel, y que estaba situado en lugar estratégico en el que convergían la carretera y las vías del tren que conectaban la localidad con la costa. Durante la Batalla de Kolitza más de 90 milicianos y gudaris murieron en este hospital. Finalmente, el 24 de agosto de 1937, la población fue tomada por los sublevados. Después llegaría la habitual represión y con ella los últimos capítulos de la Guerra civil española en el valle de Carranza.

### Lanestosa
Debido a su situación en el occidente de Vizcaya, Lanestosa fue la última localidad vasca en ser ocupada por los franquistas. En concreto la localidad fue tomada un 24 de agosto del 37. Esa condición de lejanía fue determinante para que Lanestosa no sufriese de manera especial los avatares de la guerra (parece que solo padeció un bombardeo). De hecho, durante buena parte del conflicto el municipio sirvió de retaguardia y en su hospital se atendieron heridos del
frente de Burgos que estaba en la zona de Espinosa.

## Final de la guerra, represión y dictadura franquista
Después de cuatro años de cruenta guerra los sublevados vencieron a una República exhausta, dividida y abandonada internacionalmente. Eso supuso el ascenso de Franco al poder, su consolidación como dictador y la instauración de un sistema totalitario que mediante el miedo y a menudo la violencia, abolió libertades y derechos. En las Encartaciones, como en todos los territorios que los golpistas fueron conquistando, el nuevo régimen sustituyó una represión inicial más “incontrolada” por un sistema de castigo más organizado y de apariencia más legal. Para empezar las nuevas autoridades consideraron a todos los que se habían opuesto al golpe de Estado como "sublevados", y no al revés. A continuación, fueron clasificando a la población entre afectos o enemigos al régimen.
Y por último, condenaron a muchos de los perdedores al destierro, a la cárcel o incluso a pena de muerte.  Buena parte de esos castigos se cumplieron en lugares relativamente cercanos, por ejemplo algunos encartados fueron enviados como mano de obra esclava a Galdames, al Batallón Minero de Trabajadores n.º 1, cuyo cometido fue extraer mineral de hierro para los Altos Hornos de Vizcaya en unas condiciones terribles . Otros cumplieron sus condenas en Santoña, en el penal de Valdenoceda (en las cercanías de Villarcayo), en la cárcel de mujeres de Saturraran, o en campos de concentración como los de Orduña y Miranda de Ebro. Y algunos condenados tuvieron peor suerte y fueron enviados a lugares tan lejanos como el Puerto de Santamaría, en Cádiz. 
También en Fabio Murga se utilizó mano de obra esclava. Y algunos maquinistas de La Robla fueron obligados a subir por los frentes guerra de Burgos para recuperar chatarra.  
La Comisión Depuradora de Valmaseda despidió de sus trabajos a todos los funcionarios públicos y exigió informes de adhesión al régimen para readmitirles. El interventor municipal, dos serenos, el director de la banda de música, el médico, el juez, los fiscales, varios maestros y cerca de una docena de empleados del Ayuntamiento fueron cesados definitivamente y quedando muy reducidas las posibilidades de volver a ejercer su profesión. A muchos de los vencidos se le obligó a presentar listados de bienes y acto seguido se les confiscó patrimonio, propiedades, o se les obligó a pagar multas o bonos de guerra, además de negárseles cualquier ayuda. A menudo esos puestos de trabajo y esos bienes incautados fueron directamente a manos de familias franquistas, que además disfrutaron de multitud de favores y y privilegios.
A algunas mujeres que se habían significado políticamente se las humilló de manera particular. En Valmaseda fueron obligadas a limpiar locales municipales y casas de gentes de derecha. En Zalla las hicieron fregar los suelos del Batzoki entre insultos. Y otros pueblos de la comarca hay testimonios de abusos, de cortes de pelo al cero, de la ingesta a la fuerza de aceite de ricino, etc. 
El euskera, la cultura vasca y cualquier reivindicación nacional fueron prohibidas. Los carnavales, el 1 de mayo y algunas otras fiestas fueron eliminadas del calendario y fueron sustituidas por otras muchas de carácter religioso o adoctrinante. En homenaje a los caídos por el bando vencedor se inauguraron numerosos monumentos, uno de ellos en los bajos del Ayuntamiento de Valmaseda donde se instaló una gran placa.
La Falange fue extendiendo su control sobre todos los aspectos de la vida y la Iglesia adoptó el nacional catolicismo como doctrina e impuso, mediante la educación y el control social, una visión retrógrada de la sociedad, de la familia, de la mujer o del sexo. En esa línea el Ayuntamiento de Valmaseda prohibió a las mujeres bañarse en el río para “evitar provocaciones”.

### Nazis y Segunda Guerra Mundial
En el 1940 la Alemania nazi invadió Francia. Miles de refugiados huidos al país vecino se vieron envueltos en la Segunda Guerra Mundial y no pocos milicianos y gudaris se unieron a los aliados o a la resistencia. Los exiliados detenidos por los nazis fueron ofrecidos al régimen español para que los juzgase y castigase, pero Franco se desentendió de ellos y muchos acabaron en campos de exterminio. Por ejemplo, el vecino de Galdames Julio Martínez o Juan Fraile Teresa, de Sopuerta, fueron encerrados en Buchenwald mientras que Cándido Salomón, de Sodupe, acabó en el Campo de concentración de Mauthausen-Gusen, Austria.

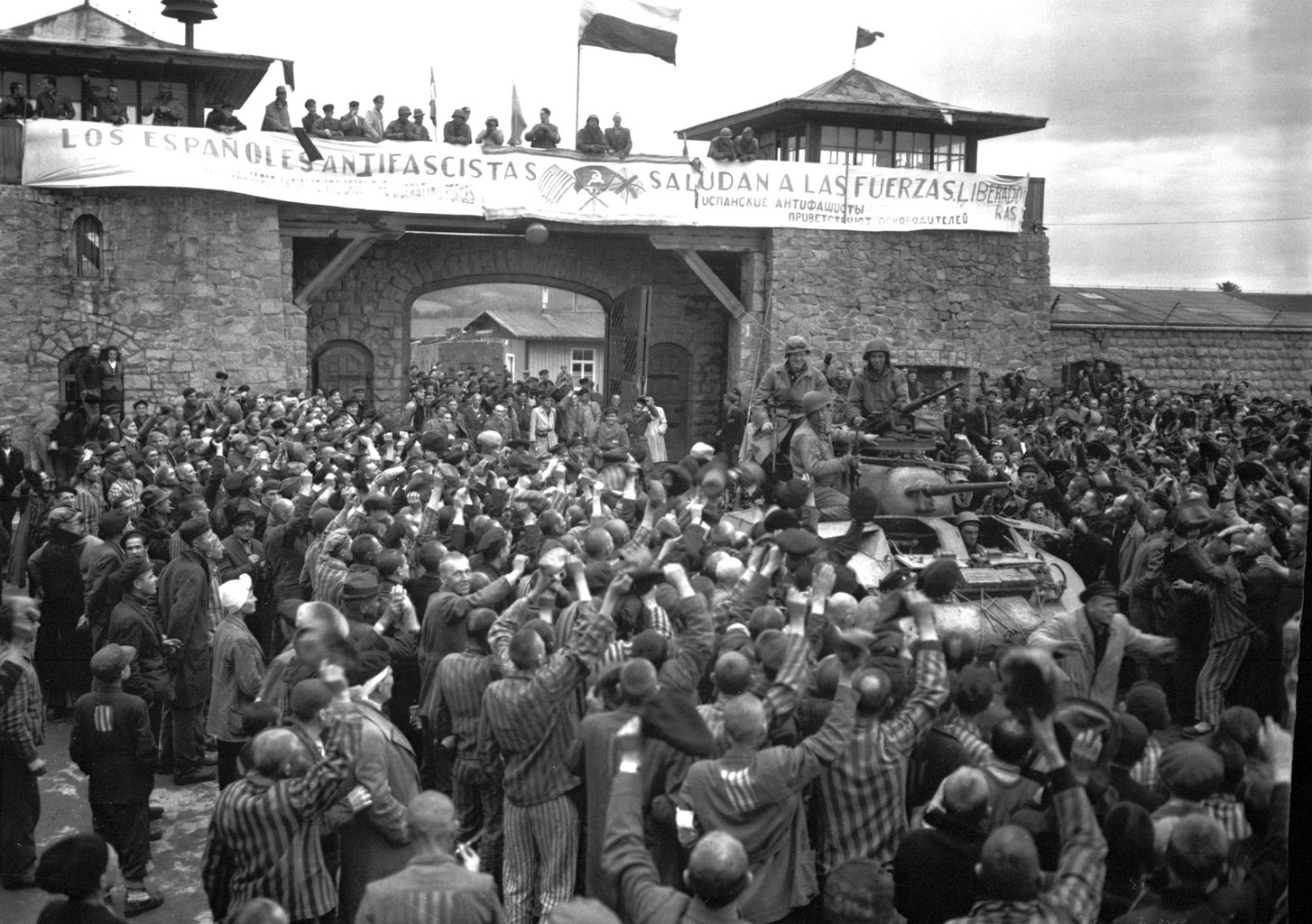
Prisioneros republicanos tras la liberación del campo de Mauthausen, Austria

El periplo del izquierdista de Alonsótegui, Marcelino Bilbao, requiere una explicación más amplia. Alistado en el Batallón Isaac Puente, combatió en Villarreal, Sollube, Asturias y en la Batalla del Ebro y fue condecorado varias veces por ello. Perdida la guerra pasó por varios centros de detención en Francia. Posteriormente fue hecho prisionero por los nazis cuando trabajaba en la línea Maginot, y enviado al campo de concentración de Mauthausen, donde Aribert Heim, el tristemente famoso “Doctor Muerte”, le utilizó como cobaya humana para aberrantes experimentos a los que por fortuna sobrevivió.
Formalmente España se mantuvo “neutral” durante la Segunda Guerra Mundial. Sin embargo, secretamente, siguió vendiendo materias primas a la Alemania Nazi para su industria de guerra. Entre otras cosas, Franco surtió a los nazis de hierro proveniente de Montes de Triano. En 1944 un submarino británico HMS Sceptre P215 de la clase "S", cuyo comandante era el teniente I.S. McIntosh, torpedeó y hundió al mercante alemán Baldur que cargaba mineral en Saltacaballos, Cantabria.

### El hambre y las duras condiciones de vida
Después de cuatro años de guerra y destrucción España y su economía quedaron en ruinas, y las posteriores políticas basadas en la autarquía que las autoridades franquistas pusieron en marcha no hicieron más que empeorar la situación. Como consecuencia de todo ello llegó una larguísima posguerra marcada por el hambre y la miseria en la que la gente tuvo que trabajar hasta la extenuación para salir adelante. Pese a que las estrecheces en los pueblos fueron algo menores gracias a que se tenían huertas y algún animal, la gran mayoría tuvo que buscar segundos y hasta terceros empleos para completar un jornal. También fue habitual que muchas mujeres añadieran a su labor doméstica un trabajo extra en casas de familias adineradas o en fábricas como Boinas la Encartada, La Cepillera, Plomos o La Conchita. Incluso los niños se vieron obligados a perder clases y a hacer algunas labores para ayudar a las economías familiares. Y aquellos que no consiguieron otros empleos se dedicaron al estraperlo aprovechando la línea de La Robla, se lanzaron al monte para recolectar cualquier alimento, pescar o cazar, o directamente tuvieron que robar pequeñas cantidades de comida, de leña o de carbón para sobrevivir.
Pero el hambre no fue la única preocupación. Las casas no contaron con agua corriente hasta los años 50 (la poca ropa que se tenía se lavaba en el río) y en la mayoría no había ni baño ni ducha. Los piojos, la tiña o la sarna fueron algo normal y la mala alimentación y la falta de higiene dispararon los casos de disentería, de tuberculosis y de tifus (Valmaseda sufrió varios brotes) y también las tasas de mortalidad infantil. La electricidad también llegaba de manera muy irregular a viviendas en las que no había ni calefacción, ni frigoríficos, ni lavadoras, de manera que la chapa o cocina económica era la única fuente de calor. Con tantas necesidades, pensar en algún capricho, en salir o en ir vacaciones, no fue posible hasta muchos más años más tarde.

### El Maquis
En 1946, Mateo Obra, natural de Guadalajara y combatiente en el maqui francés, se traslada a Euskadi y organiza la Brigada Malumbres junto a media docena de comunistas vizcaínos, dando lugar al intento más importante de toda la posguerra en suelo vasco. Con base en Galdames, concretamente en la mina abandonada «El Sauco», este grupo reorganiza las juventudes y el partido, desarrolla tareas de propaganda, roba explosivos y armas, y en una de sus acciones, da fuego a varios vagones cargados de mineral en la estación de Carranza. Descubiertos cuando realizaban un atraco, uno de los miembros de la brigada fallece víctima del tiroteo que se desata. Mateo Obra es herido y detenido, otro de los integrantes muere a causa de las torturas a las que es sometido y el resto es fusilado. En 1955, los maquis José Marcos Campillo, "El Tranquilo", Pedro Marcos Campillo y Santiago Rey Roiz, de la 6.ª Brigada Guerrillera "Ceferino Machado” secuestran en Valmaseda a Emilio María Bollaín, hijo del industrial y procurador en Cortes Emilio Bollaín y obtienen como rescate 1.500.000 de pesetas antes de huir a Francia. Detenidos y juzgados en el país galo, el gobierno franquista reclamó su extradición bajo la acusación de ser delincuentes comunes, pero finalmente lograron mostrar su condición de combatientes antifascistas y no ser extraditados.
A partir de los 60 la dictadura irá prescindiendo de cargos de la falange e incorporando a miembros ligados al Opus Dei. Esta nueva generación de dirigentes con un perfil más técnico pondrá en marcha una serie de reformas económicas, que junto al millón y medio de españoles que se fueron al extranjero para trabajar, a la inversión extranjera, la aparición del turismo y a la ayuda estadounidense, llevarán al país a un notable desarrollo. Las estrecheces irán pasando y al tener más medios y más tiempo libre, nuevas inquietudes irán despertando en la población. Con la llegada de la televisión y del turismo también se conocerán sociedades más democráticas y modernas y, poco a poco, la oposición al régimen se irá extendiendo y consolidado. Especialmente entre muchos jóvenes vascos y encartados que no habían conocido la guerra y que comenzaron a militar en distintos partidos y sindicatos clandestinos que a la larga determinantes para alcanzar mayores cotas de libertad y al menos, la llegada de una democracia formal.